# طلائع بن رزیک
طَلائع بن رُزّیک (۱۰ ژانویه ۱۱۰۲ - ۱۰ سپتامبر ۱۱۶۱م) وزیر فاطمی و شاعر عربی مصری بود.

## زندگی
بن رزیّک در ۱۰ ژانویه ۱۱۰۲ در مصر زاده شد. زادگاهش دقیقاً معلوم نیست، اما در جوانی والی استان منیا منصوب شد. در نیمهٔ محرم ۵۴۹ق (۳۱ مارس ۱۱۵۴م) یکی از وزیران فاطمی به نام عباس صنهاجی تدبیری برای کشتن ظافر بأمرالله فاطمی اجرا کرد و فرزند ظافر، الفائز را که ۱۵ ساله بود، برجایش نشاند. اموال قصر را نهب کرد و استبداد امور را آغاز کرد. اهل دربار نزد طلائع بن رزیک کمک خواستند، چرا که مردی قوی و راسخ بود؛ طلائع توانست بر عباس چیره شود. پس آرام‌گیری این آشوب، جایگاه طلائع چندان در دربار بالا نرفت چرا که او شیعهٔ امامی بود نه شیعهٔ فاطمی.

طلائع برای تقرب نزد نورالدین محمود زنگی نیز تلاش کرد؛ او را مدح نمود، برایش هدایا و اموال می‌فرستاد؛ اما نورالدین چندان پاسخ‌گوی طلائع بود، چراکه روابط نورالدین با فاطمیان خوب نبود، و دوم اینکه طلائع خود برای مبارزه با صلیبییان چندان تلاش نمی‌نمود.

طلائع در ۱۹ رمضان ۵۵۶ق/ ۱۰ سپتامبر ۱۱۶۱م در دربار فاطمی کشته شد.